# Sân bay Tandag
Sân bay Tandag (IATA: TDG, ICAO: RPMW) là một sân bay phục vụ vùng Tandag, thủ phủ Surigao del Sur ở Philippines. Đây là một trong 2 sân bay ở Surigao del Sur, sân bay kia là Sân bay Bislig. Sân bay được xếp hạng sân bay thương mại nhỏ theo Cục giao thông hàng không Philippines. 

## Các hãng hàng không

### Các hãng hiện tại
Hiện không có hãng nào đang hoạt động tại đây.

### Các hãng trước đây
- Asian Spirit
- Philippine Airlines